# 1481 w literaturze
Wydarzenia literackie w 1481 roku.

## Nowe książki
- polskie
- zagraniczne
  - Boska komedia – Dantego z komentarzem Cristofora Landina i ilustracjami Baccia Baldiniego według projektu Sandra Botticellego

## Nowe poezje
- polskie
- zagraniczne

## Urodzili się
- 28 sierpnia – Francisco de Sá de Miranda, poeta portugalski

## Zmarli
- Ikkyū Sōjun, mnich i poeta japoński